# Jorge Guasch
Jorge Alberto Guasch Bazán (Itá, 1961. január 17. – ) paraguayi válogatott labdarúgó. 

## Pályafutása

### Klubcsapatban
1975-ben a Guaraní de Davaru csapatában játszott. 1976 és 1991 között a Club Olimpia játékosa volt, melynek tagjakként kilenc bajnoki címet (1978, 1979, 1980, 1981, 1982, 1983, 1985, 1988, 1989) szerzett. A Libertadores-kupát két, a Copa Interamericanát, az Interkontinentális kupát, a Supercopa Sudamericanát és a Recopa Sudamericanát 1-1 alkalommal nyerte meg csapatával.

### A válogatottban
1985 és 1991 között 47 alkalommal szerepelt a paraguayi válogatottban. Részt vett az 1986-os világbajnokságon, ahol az Irak és a Mexikó elleni csoportmérkőzésen és az Anglia elleni nyolcaddöntőben csereként, míg a Belgium elleni csoportmérkőzésen kezdőként kapott lehetőséget. Részt vett az 1987-es és az 1989-es Copa Américán is.

## Sikerei, díjai
Club Olimpia
- Paraguayi bajnok (9): 1978, 1979, 1980, 1981, 1982, 1983, 1985, 1988, 1989
- Copa Libertadores (2): 1979, 1990
- Copa Interamericana (1): 1979
- Interkontinentális kupa (1): 1979
- Supercopa Sudamericana (1): 1990
- Recopa Sudamericana (1): 1990